# Nerv oculomotor

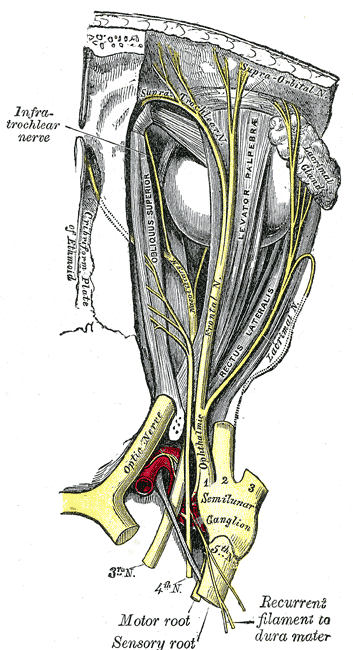
Nervul oculomotor

Nervul oculomotor (în latină Nervus oculomotorius) este cel de-al treilea nerv cranian și este un nerv motor. Controlează mișcarea a patru mușchi ai globului ocular, (dreptul superior, dreptul mijlociu, dreptul inferior, oblicul inferior) și a mușchiului ridicător al pleoapei superioare. Asigură, de asemenea, inervația vegetativă parasimpatică (visceromotorie) ai mușchilor ciliari și sfincter ai pupilei.

## Origine
Nervul oculomotor are originea aparentă la baza pedunculilor cerebrali (spațiul interpeduncular) și originea reală în: nucleul somatic al oculomotorului din mezencefal (pentru fibrele somatomotorii) și nucleu accesor din mezencefal (pentru calea vegetativă parasimpatică).